# Yang Jian (saltador)
Yang Jian (en chino: 杨健; Sichuan, 10 de junio de 1994) es un deportista chino que compite en saltos de plataforma.
Participó en los Juegos Olímpicos de Tokio 2020, obteniendo una medalla de plata en la prueba de plataforma individual.
Ganó cuatro medallas en el Campeonato Mundial de Natación entre los años 2017 y 2022. En los Juegos Asiáticos consiguió dos medallas, plata en 2014 y oro en 2018.

## Palmarés internacional
| Juegos Olímpicos   | Juegos Olímpicos        | Juegos Olímpicos  | Juegos Olímpicos       |
| Año                | Lugar                   | Medalla           | Prueba                 |
| ------------------ | ----------------------- | ----------------- | ---------------------- |
| 2020               | Tokio (Japón)           | Medalla de plata  | Plataforma 10 m        |
| Campeonato Mundial |                         |                   |                        |
| Año                | Lugar                   | Medalla           | Prueba                 |
| 2017               | Budapest (Hungría)      | Medalla de bronce | Plataforma 10 m        |
| 2019               | Gwangju (Corea del Sur) | Medalla de oro    | Equipo mixto           |
| 2019               | Gwangju (Corea del Sur) | Medalla de oro    | Plataforma 10 m sincro |
| 2022               | Budapest (Hungría)      | Medalla de oro    | Plataforma 10 m        |
| Juegos Asiáticos   |                         |                   |                        |
| Año                | Lugar                   | Medalla           | Prueba                 |
| 2014               | Incheon (Corea del Sur) | Medalla de plata  | Plataforma 10 m        |
| 2018               | Yakarta (Indonesia)     | Medalla de oro    | Plataforma 10 m        |